# Биласпур (округ, Химачал-Прадеш)
Биласпур (англ. Bilaspur) — округ в индийском штате Химачал-Прадеш. Он известен большим искусственным озером Говинд Сагар на реке Сатледж. Дорожный мост в Кандраур, находящийся на этом озере, считается самым высоким в Азии. Административный центр округа — город Биласпур. В административном плане Биласпур делится на 3 техсила: Гхумарвин, Биласпур Садар и Джхандутта. Джхандутта был создан выделением из Гхумарвина в январе 1998. Найна Деви под-техсил Биласпур Садар, был создан в январе 1980.
На территории современного округа Биласпур ранее находился Кахлур, туземное княжество в Британской Индии. 12 октября 1948 года его территория перешла под управление Индийского правительства, а уже 1 июля 1954 года Биласпур вошёл в состав штата Химачал-Прадеш.
Согласно всеиндийской переписи 2001 года население округа составляет 340 735 человек. Грамотность населения составила 78,80 %.